# فوجیوارا نو یوکیناری
فوجیوارا نو یوکیناری (به ژاپنی: 藤原 行成 Fujiwara no Yukinari)؛ ۹۷۲ – ۳ ژانویه ۱۰۲۷) خوشنویس، و کوگیو اهل ژاپن بود.